# Nicosie
Pour la ville de Nicosie en Sicile, voir Nicosia.
Nicosie (en grec : Λευκωσία / Lefkosía, /lef.ko.ˈsi.a/ ; en turc : Lefkoşa, /lef.ˈko.ʃa/) est la capitale de la république de Chypre. Ses plus de 300 000 habitants en font la ville la plus peuplée de l'île.
Depuis l’intervention turque de 1974, la ville est divisée de facto en deux. La partie septentrionale est séparée du reste de la ville par la « ligne verte », une zone démilitarisée contrôlée par l'Organisation des Nations unies (qui partage également la totalité de l'île entre ces deux entités). À Nicosie, cette ligne est matérialisée par l'existence d'un mur jalonné de plusieurs points de contrôle. En accord avec leurs homologues du Nord, les Chypriotes grecs ont abattu une partie de ce mur le 8 mars 2007 : la rue Ledra a été ainsi de nouveau ouverte à la circulation et constitue depuis le 3 avril 2008 l'unique point de passage de la capitale.

## Histoire

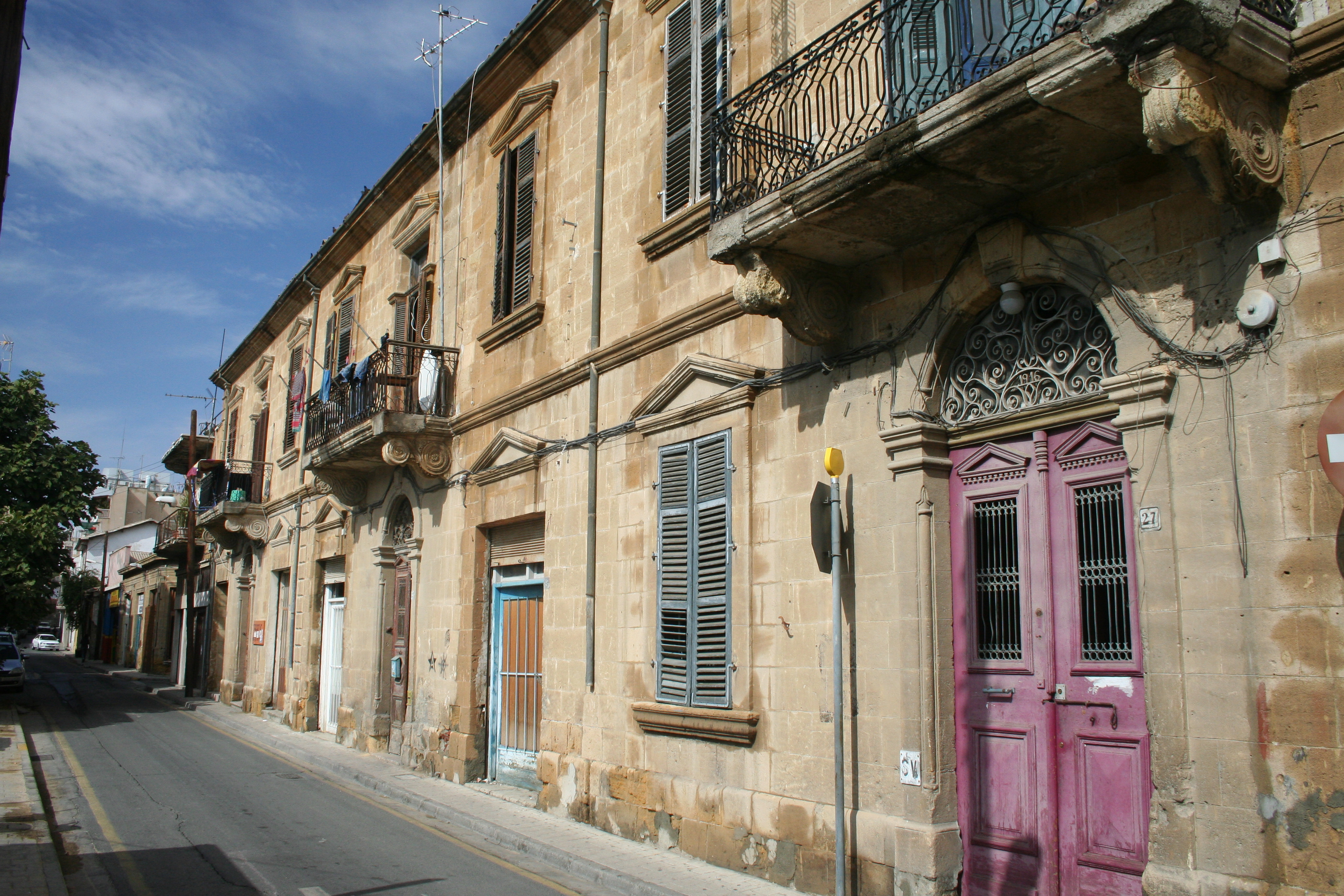
Bâtiment du vieux Nicosie.
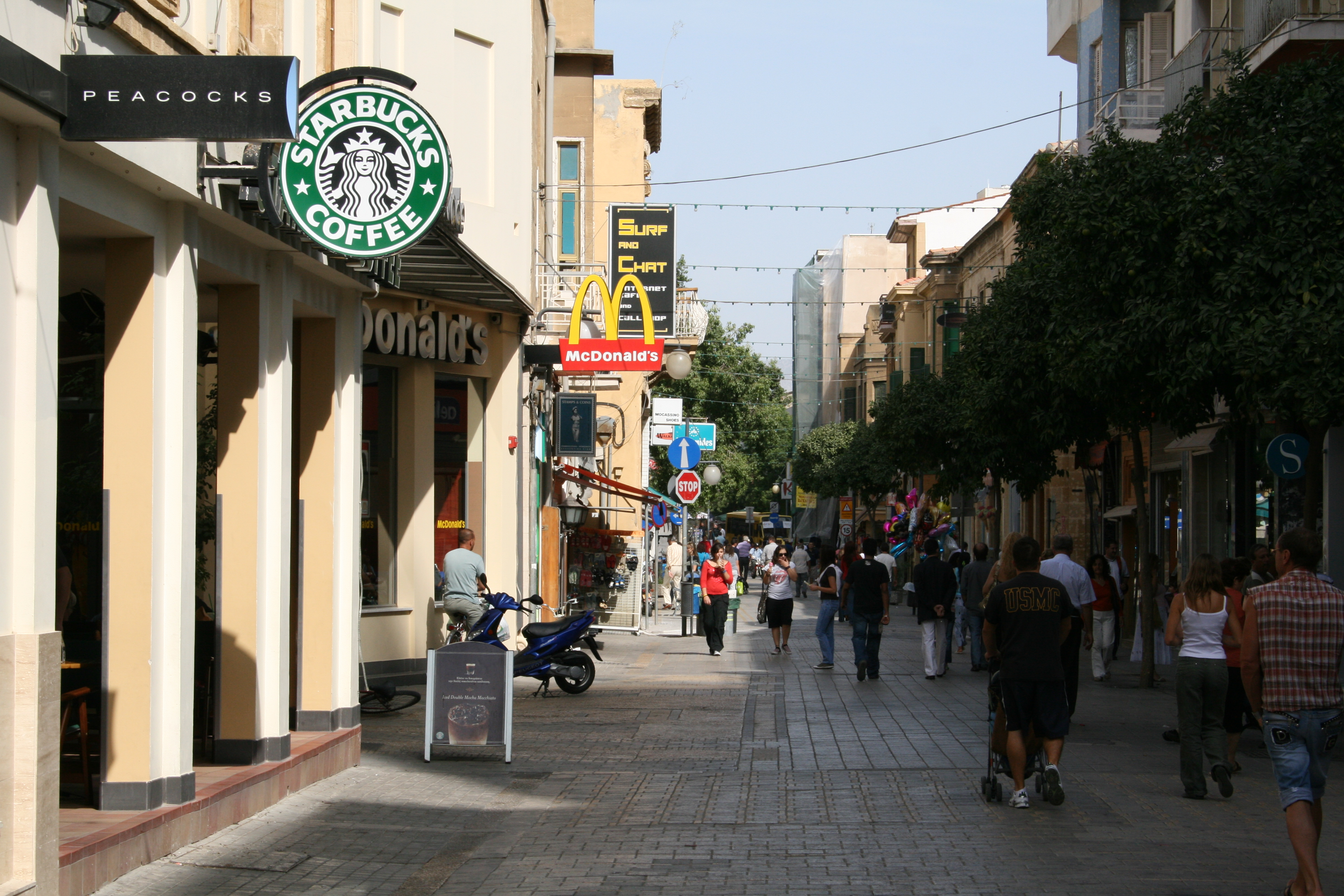
Rue Ledra.
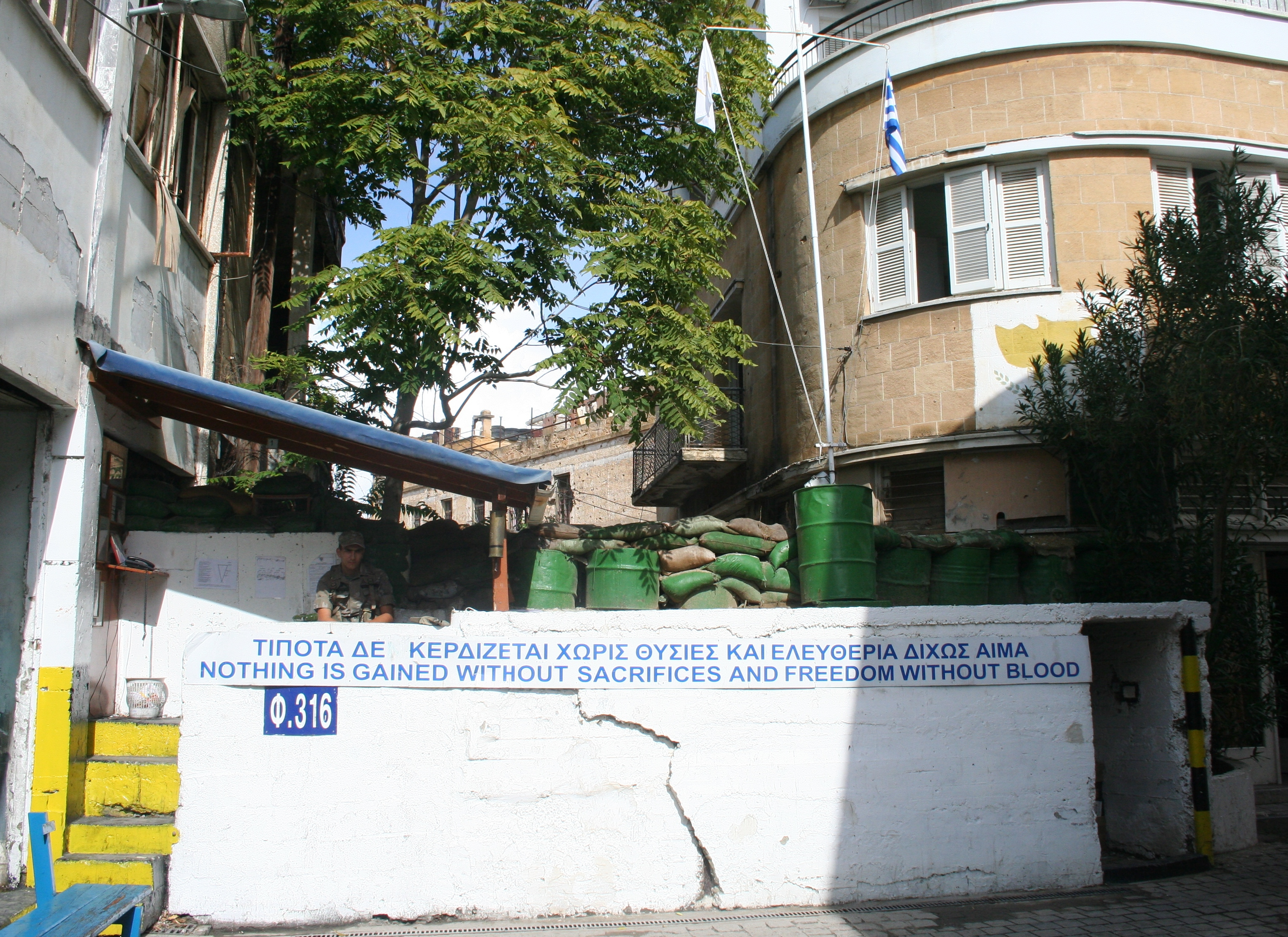
Vue du mur de Nicosie.
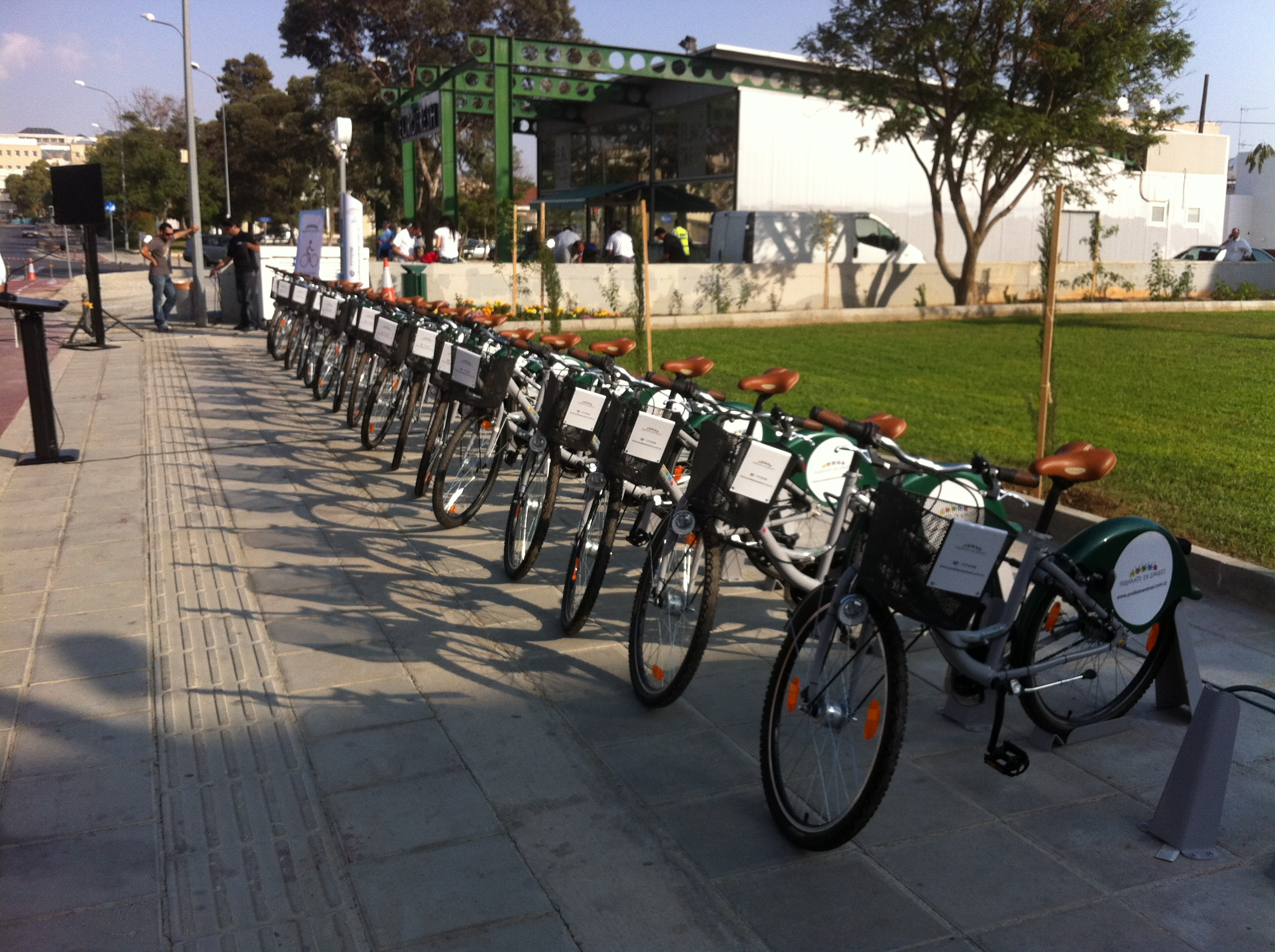
Vélos en libre-service.

Ledra (Λήδρα) ou Ledrae était une cité-État antique fondée vers 1050 av. J.-C. par des colons grecs. Ceux-ci étaient probablement originaires de Tégée, en Arcadie.
La ville de Nicosie était le siège des rois de Chypre à partir de 1192. Elle devint possession des Vénitiens en 1489, puis des Turcs le 25 juillet 1570.
En 1958, la partie turque de la ville s'érige une municipalité indépendante (en), reconnue par l'article 173 de la Constitution de la république de Chypre.
Nicosie fut la scène d'une violence extrême pendant la période qui a précédé l'indépendance, et depuis l'intervention de l'armée turque en 1974, le secteur nord de la ville a été intégré à la république autoproclamée de Chypre du Nord dont elle est la capitale, séparée du reste de l'île par la zone-tampon des Nations unies renommée « ligne verte ».
Les tombeaux des rois Lusignan sont dans l'ancienne cathédrale Sainte-Sophie, devenue aujourd'hui la mosquée Aya Sofya (Sainte-Sophie). La ville possède également des restes de fortifications vénitiennes.
Le 3 avril 2008, la rue Ledra dans le centre de Nicosie, alors coupée en deux par un mur, est rouverte après 44 ans de séparation. On peut y voir là un premier pas vers la réunification de l'île.

## Géographie
La ville de Nicosie est située sur la rivière Pedieos, au centre de l'île dans la plaine de la Mésorée entre la chaîne de Kyrenia et le massif du Troodos.
La population de Nicosie (partie grecque) s'étend de plus en plus sur les communes avoisinantes : Pallouriótissa, Éngomi, Stróvolos, Áyios Dométios et même les communes plus éloignées telles que Lakatámia, et Latsiá.

## Climat
Le climat est semi-aride (classification de Köppen : Bsh). Les étés sont chauds et secs, pouvant atteindre plus de 40 °C. Les hivers sont doux avec un minimum d'environ 5 °C. Les oliviers, citronniers, orangers et palmiers dattiers font partie de la végétation de la ville. D'ailleurs, le mois d'avril est le meilleur mois pour y sentir les parfums provenant des orangers et y voir la végétation en fleur.
| Mois                                | jan. | fév. | mars | avril | mai  | juin | jui. | août | sep. | oct. | nov. | déc. | année |
| ----------------------------------- | ---- | ---- | ---- | ----- | ---- | ---- | ---- | ---- | ---- | ---- | ---- | ---- | ----- |
| Température minimale moyenne (°C)   | 5,4  | 5,7  | 7,2  | 10,6  | 14,6 | 18,9 | 21,6 | 21,3 | 18,6 | 14,7 | 10,1 | 7,1  | 13    |
| Température maximale moyenne (°C)   | 15,3 | 16,2 | 19,2 | 24,2  | 29,3 | 33,8 | 36,6 | 36,9 | 33,4 | 28,1 | 22,1 | 13,9 | 26    |
| Précipitations (mm)                 | 51   | 51   | 38   | 24    | 24   | 6    | 2    | 6    | 9    | 21   | 33   | 59   | 324   |
| Nombre de jours avec précipitations | 11   | 10   | 8    | 5     | 3    | 1    | 1    | 1    | 1    | 4    | 6    | 11   | 66    |

## Activités économiques
Nicosie est un centre économique et produit textile, cuir, poterie, plastique, et autres. Des mines de cuivre sont avoisinantes.

## Transports

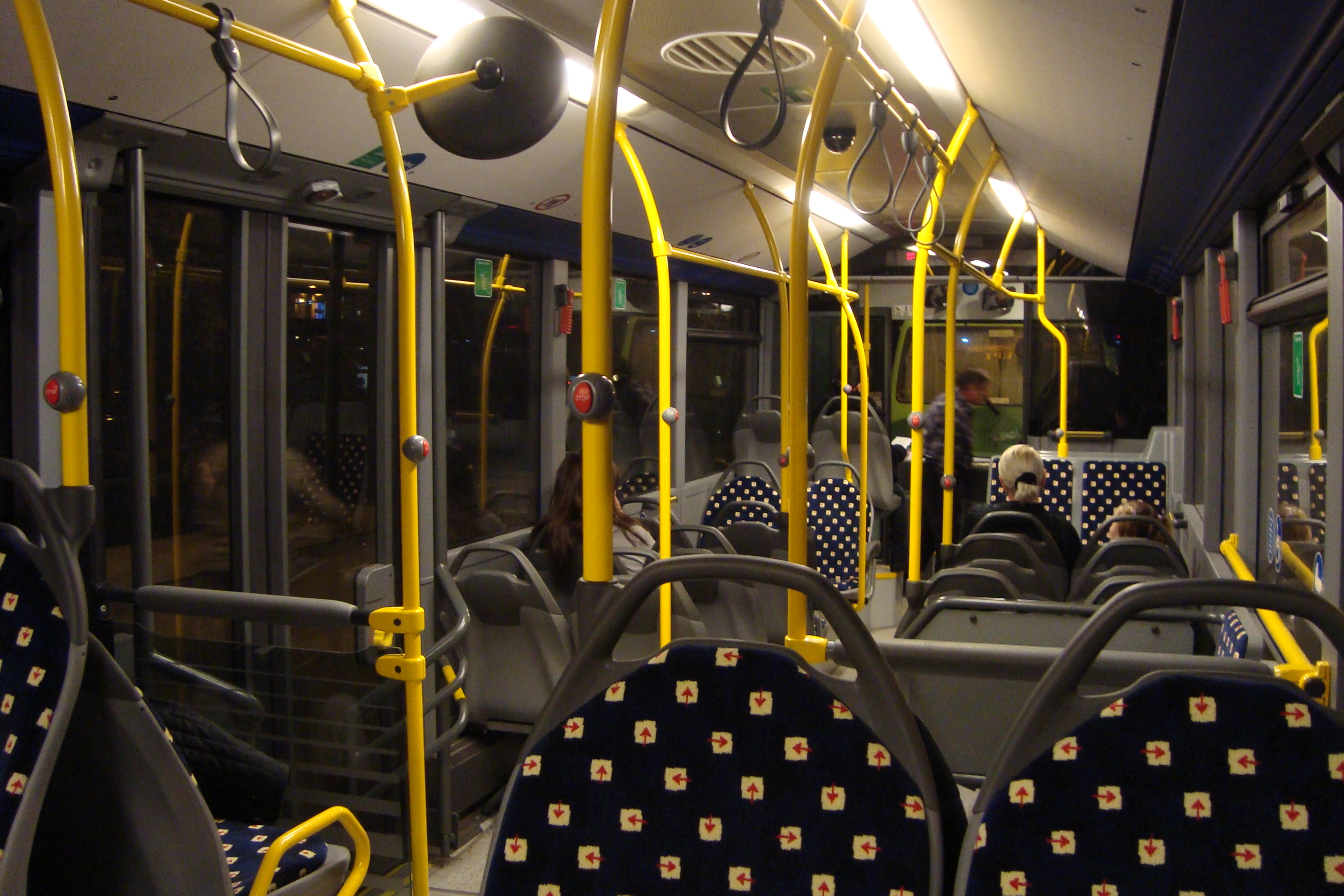
Intérieur d’un bus à Nicosie

Nicosie intègre le réseau d'autoroutes chypriote et relie directement les villes de Limassol (autoroute A1) et Larnaca (autoroute A2) ainsi que les montagnes de Troodos (autoroute A9). En prolongement, les villes de Paphos (autoroute A6, Limassaol - Paphos) et d'Ayia Napa (autoroute A3, Larnaca Ayia - Napa), sont également accessibles.
La ville est desservie par l'aéroport international de Larnaca situé à 35 km au sud et par l'aéroport international Ercan se trouvant 12 km à l'est, en zone turque chypriote.
En 2011, la municipalité grecque de Nicosie a introduit un système de vélos en libre-service sur l'agglomération, Bike in Action basé sur le système Smoove.

## Sports
Nicosie compte plusieurs clubs de football et notamment les deux plus titrés du championnat chypriote : l'APOEL Nicosie et Omonia Nicosie. Les deux clubs jouent au stade GSP qui accueille également les matchs de l'équipe nationale chypriote.

## Culture et patrimoine
- cathédrale Saint-Jean
- Musée de Chypre. Construit de 1908 à 1924.
- Musée Byzantin.
- Musée Ethnographique de Chypre
- Maison du drogman Hadjigeorgakis Kornesios (en)
- Musée Municipal Leventis, créé.54
- Les remparts vénitiens et la porte de Famagouste. D'un périmètre de 4,5 km les remparts sont hérissés de onze bastions.
- Le quartier Laiki Geitonia (en)
- Église Trypiotis (en) construite en 1695 par l'Archevêque Germanos II
- Église Faneromeni construite en convertie en mosquée en 1571 1872 qui abrite les reliques des évêques et des prêtres exécutés par les Ottomans en 1821
- Église Stavros tou Missirrikou convertie en mosquée lors de la conquête ottomane en 1571. Son nom lui vient du roi Franc Henri II qui régna sur Chypre de 1285 à 1324.
- Église Panagia Chrysaliniotissa construite par la reine Hélène Paléologue, en 1450.

## Jumelages
La municipalité relevant du secteur chypriote-grec est jumelée avec :
- Schwerin (Allemagne) depuis 1974 ;
- Athènes (Grèce) depuis 1988 ;
- Odessa (Ukraine) depuis 1996 ;
- Chiraz (Iran) depuis 1999 ;
- Bucarest (Roumanie) depuis 2004 ;
- Shanghai (Chine) depuis 2004.

La municipalité relevant du secteur chypriote-turc est jumelée avec :
- Ankara (Turquie) depuis 1989 ;
- Bursa (Turquie) depuis 1990 ;
- Comrat (Moldavie) depuis 2001 ;
- Karbintsi (Macédoine du Nord) depuis 2001 ;
- Koumanovo (Macédoine du Nord) depuis 2002 ;
- Gaziantep (Turquie) depuis 2009 ;
- Tokat (Turquie) depuis 2009.